# Бекдел тест
Бекдел тест (енгл. Bechdel test) појам је у филмској теорији који се бави питањем присутности и улоге женских ликова у филмовима, али се може односити и на друга дела фикције. Овим тестом поставља се питање да ли се у филму појављују бар два женска лика који разговарају један са другим, а да при томе мушкарац није главна тема њиховог разговара. Многи савремени филмски пројекти не испуњавају ове услове, а филмови који добију пролазну оцену на тесту углавном имају мање буџете од оних са којима то није случај, мада упркос томе успевају да остваре задовољавајућу зараду на биоскопским благајнама.
Тест је добио име по америчкој цртачици Алисон Бекдел у чијем стрипу  из 1985. једна од јунакиња износи наведена правила, чији је идејни творац Лиз Волас, пријатељица Бекделове. Иако је тест у почетку настао са циљем евалуације филмских пројеката, касније је почео да се примењује и приликом тестирања присутности жена у другим медијима.

## Историја

### Приказ рода у популарној фикцији
У свом есеју Сопствена соба из 1929. Вирџинија Вулф се осврнула на одређене појаве у литератури тог времена, које је Бекдел тест касније истакао у савременој фикцији:
Сви ти односи међу женама, помислила сам, присетивши се на брзину дивне галерије измишљених жена, сувише су једноставни... И пробала сам да се сетим било ког случаја из моје лектире где су две жене представљене као пријатељице... Ту и тамо су мајке и кћерке, али скоро без изузетка су приказане у односу према мушкарцима. Чудно је кад помислиш да је све велике жене из романа, све до Џејн Остин, не само приказао други пол, већ су увек приказане у односу према другом полу. А колико је то мали део жениног живота...
Студија приказивања родова у 855 најпрофитабилнијих филмова у САД у периоду између 1950. и 2005. показала је да у просеку има дупло више мушких него женских ликова, а та размера се није битно мењала током времена. Женски ликови су дупло више пута били укључени у сцене секса, а размера експлицитних сексуалних сцена у којима се појављују временом се повећавала. Број сцена насиља је временом такође растао, без обзира на то да ли су у њих укључени мушкарци или жене.
Према студији из 2014. коју је објавио Институт Џина Дејвис о роду у медијима, у 120 филмова који су се приказивали у биоскопима широм света од 2010. до 2013. године само 31% именованих ликова су биле жене, а у 23% филмова нашле су се на месту главног протагонисте или једног од главних ликова. Жене су режирале само 7% ових филмова.

### Бекдел тест
Алисон Бекдел је у свом стрипу  из 1985. први пут представила оно што је данас познато под називом Бекдел тест. У епизоди Правило (енгл. The Rule) једна јунакиња стрипа говори другој да гледа филмове само ако успуњавају следеће услове:
1. У филму морају да постоје бар два женска лика,
2. који разговарају један са другим,
3. а да при томе тема њиховог разговора није мушкарац.[6][8]

Бекделова као идејног творца теста наводи своју пријатељицу и карате партнерку, Лиз Волас. Бекделова је касније изјавила како је приличо сигурна да је Воласова била инспирисана есејом Сопствена соба Вирџиније Вулф.
Оно што је у почетку према речима Бекделове била „мала лезбејска шала у алтернативним феминистичким новинама“, прерасло је у тест који је 2010-их година постао део мејнстрим филмске критике и често се наводи као „стандард на основу кога феминистички критичари оцењују телевизију, филмове, књиге и друге медије.“ Године 2013. интернет новине описале су га као „готово одомаћену фразу, уобичајену методу на основу које се утврђује да ли је филм пријатељски настројен према женама“, а медији су доста писали о немогућности великих Холивудских блокбастера међу којима је Битка за Пацифик да прођу на тесту. Према Ниди Улаби, тест и даље има велики значај „зато што јасно говори о нечему што недостаје у популарној култури: не броју жена које видимо на екрану, него дубини њихових прича, величини њихових проблема.“
Касније су се развиле нове варијанте теста, у којима се наводе и неки нови услови, на пример да жене чији се разговор узима као предмет тестирања морају бити именовани ликови или да њихов разговор мора да траје најмање 60 секунди.

## Примена

### Размера пролазности на тесту
Вебсајт bechdeltest.com је корисничка интернет база са преко 4.500 филмова сврстаних на основу тога да ли пролазе на тесту или не (поред три основана услова, женски ликови такође морају бити именовани). У новембру 2013. 56% ових филмова су прошли на тесту испуњавајући све услове, 11% филмова нису испунили један, 23% филмова нису испунили два услова, док 10% филмова не испуњава ниједан од услова.
Према речима новинара Марка Хариса из Ентертејмент виклија, уколико би пролазна оцена на тесту била обавезна, то би угрозило више од пола номинованих филмова за Оскара за најбољи филм 2009. године. Сајт Вокатив тестирао је најкомерцијалније филмове из 2013. године и утврдио да једва пола њих испуњавају услове теста.
Критичар Чарлс Строс нагласио је да половини филмова који пролазе на тесту, то полази за руком јер жене разговарају о браку или деци. Пројекти који падају на тесту су често филмови о женама, намењени женама или они у којима се појављују значајни женски ликови. У ТВ серији Секс и град цитатом „Како је могуће да четири паметне жене немају другу тему разговора осим момака? Као да смо у седмом основне, само што имамо отворене рачуне у банци!“ који изговара један од четири протагонисткиње наглашен је неуспех овог пројеката да прође на тесту.
Тест се осим на филмове примењивао и на друге медије, као на пример видео игре и стрипове.

### Финансијски аспект
Аутори сајта Вокатив такође су приметили да су филмови који су прошли на тесту зарадили укупно 4,22 милијарди америчких долара у САД, док су они који су пали зарадили 2,66 милијарди америчких долара, на основу чега су закључили да се холивудским продуцентима више исплати да дају женама више простора на филмским екранима. У студији из 2014. коју је објавио сајт FiveThirtyEight анализирано је око 1.615 филмова приказаних у периоду између 1990. и 2013. и дошло се до закључка да је буџет филмова који су прошли на тесту био 35% мању од оних који нису. Такође се показало да су филмови који су прошли на тесту имали 37% већи поврат уложеног капитала од оних који нису, како у САД тако и у свету.

### Објашњење
Релативни недостатак родне разноликости међу сценаристима и другим филмским професионалцима наводи се као један од разлога због кога велики број филмова не добијају пролазну оцену на Бекдел тесту. Године 2012. анализирано је 100 комерцијално најуспешнијих филмова у САД и показало се да се жена само шест пута појавила на месту редитеља, сценаристе или продуцента. Претпоставке професионалаца о преференцијама публике такође могу да играју важну улогу: једна студенткиња писања сценарија на Универзитету Калифорнија у Лос Анђелесу је 2008. писала о томе како су је професори упутили на то да публика „жели само мушке главне ликове који су белци и стрејт“, а не „гомилу жена које говоре о чему год жене иначе говоре“ како је навео један филмски професионалац са којим је била у прилици да разговара.

## Ограничења и критике
Бекдел тест само у одређеној мери показује да ли су жене присутне у делима фикције. Неки филмови могу проћи на тесту упркос сексистичком садржају, док неки пројекти са централним и значајним женским ликовима могу пасти на тесту. Родна дискриминација не мора бити једини разлог због кога неки пројекти падају на тесту, јер одређене околности под којима се радња одвија могу бити разлог искључености жена (на пример Име руже Умберта Екоа чија се радња одвија у средњевековном манастиру). Из ових разлога Роби Колин из Дејли телеграфа критиковао је тест наводећи да се више фокусира на бројчане податке него на анализу, и сугерисао да би проблем недостатка комплексних женских ликова на филму требало да буде предмет анализе дискурса и да неће бити решен само ако већи број филмова прође на Бекдел тесту. Волт Хики који пише за сајт FiveThirtyEight навео је да се тестом не може утврдити да ли неки филм приказује добар пример родне равноправности и да то што ће проћи на тесту не мора да значи да је квалитетно написан и да има значајне и комплексне женске ликове. Упркос овоме, Хики је додао да је „то најбољи тест о родној равноправности на филму који имамо - и што је још важније једини тест на основу кога можемо прикупити неке податке.“
Када је у питању квантитативна анализа, Фејт Лоренс је приметила да резултати зависе од тога колико се ригорозно тест примењује. Једно од питања која се јављају током његове примене јесте да ли се помињањем мушкарца током разговора који се такође бави другим темама поништава читав дијалог и крши треће правило Бекдел теста. Уколико то није случај, поставља се питање како дефинисати почетак и крај разговора.
Нина Пауер написала је да нас тест тера да поставимо питање да ли дела фикције морају да представе жену на реалистичан начин, као и да тек треба да буде утврђено колико често стваран живот пролази на Бекдел тесту.

## Изведени тестови
Бекдел тест инспирисао је људе да осмисле друге тестове који по родној основи оцењују дела фикције и новинске текстове.

### Русо тест
Године 2013. америчка ЛГБТ медијска организација ГЛААД представила је Вито Русо тест, намењен анализи начина на који су ЛГБТ ликови представљени у филмској индустрији. Инспирисан Бекдел тестом, добио је име по филмском историчару Витоу Русоу и обухвата три критериујма:
1. У филму постоји лик који је идентификован као ЛГБТ особа,
2. који није дефинисан само својом сексуалном оријентацијом и родним идентитетом
3. и значајно утиче на ток радње.

### Финкбајнер тест
Бекдел тест такође је инспирисао креацију Финкбајнер теста, листе ставки која помаже новинарима да избегу сексизам у текстовима о научницама.

### Мако Мори тест
Мако Мори тест је добио име по протагонисткињи (и једином женском лику који има већи значај) из блокбастера Битка за Пацифик, који је добио негативну оцену на Бекдел тесту. Како би указали на оно што сматрају предношћу филмске приче у погледу родне равноправности, љубитељи су предложили Мако Мори тест који позитивно оцењује филм уколико је испунио следеће услове:
1. Има бар једног женског лика,
2. који има сопствену причу
3. и није ту само да би послужио као споредни лик у причи неког мушкарца.[32][33]